# The Orchestral Tubular Bells
The Orchestral Tubular Bells è un album dal vivo di Mike Oldfield con la Royal Philharmonic Orchestra, pubblicato nel 1975 dalla Virgin Records in formato LP, MC, Stereo8.

## Il disco
The Orchestral Tubular Bells è una versione orchestrale dell'album di Mike Oldfield Tubular Bells, arrangiato da David Bedford e registrato nel mese di settembre del 1974 alla Royal Albert Hall dalla Royal Philharmonic Orchestra.
Il concerto è stato registrato dalla BBC. Oldfield in seguito ha sovrainciso la parte di chitarra acustica, suonandola nella cattedrale di Worcester.
David Bedford ha arrangiato per orchestra sinfonica anche il secondo album di Oldfield Hergest Ridge, ma la trasposizione non è mai stata pubblicata.
Nella versione orchestrale di Tubular Bells, le melodie sono le stesse di quelle della versione originale, non c'è inoltre ad introdurre gli strumenti nel finale della prima parte, la voce del maestro delle cerimonie.

## Pubblicazione
L'album è stato inizialmente pubblicato nei formati LP, MC, Stereo8. Nel 1986 è stato ristampato anche in formato CD. Esistono inoltre innumerevoli ristampe sia dell'LP che del CD.

## Tracce
1. The Orchestral Tubular Bells, Pt. 1 – 26:32 (Mike Oldfield)
2. The Orchestral Tubular Bells, Pt. 2 – 24:29 (Mike Oldfield)

Durata totale: 51:01